# 中國香港田徑總會
中國香港田徑總會（英語：Hong Kong, China Association of Athletics Affiliates），前身英文名稱為Hong Kong Amateur Track and Field Association（簡稱HKATFA），成立於1951年，為代表香港田徑運動的團體，負責統領田徑、長跑及競走等項目。於成立的同年註冊為香港業餘體育協會暨奧林匹克委員的會員之一，翌年（1952年）加入國際業餘田徑協會（現世界田徑聯會）及英國業餘田徑會。

## 組織結構
| 副贊助人 - 施恪 （Mr. A.J. SCOTT, C.V.O., C.B.E.） 名譽會長 - 湛兆霖 太平紳士 （Mr. CHAM Siu Leun, O.B.E., J.P.） - 戴維斯 （Mr. E. Mervyn DAVIES） - 孫秉樞 博士 (Dr. Samson SUN, M.B.E., J.P.) - 韋以安 （Mr. Ian F. WADE, B.B.S.） 名譽副會長 - 歐陽家駒 (Mr. AU YEUNG Ka Kue) - 霍震霆 太平紳士 (Mr. Timothy C.T. FOK, G.B.S., S.B.S., J.P.) - 胡法光 太平紳士 (Mr. F.K. HU, G.B.S., C.B.S., F.H.K.I.E., J.P.) - 洪炳耀 (Mr. HUNG Ping Yiu, Bernard) - 林堅 (Mr. LAM Kin, C.P.M.) - 羅約瀚 (Mr. John LAW) - 麥桂成 (Mr. MAK Kwai Sing, Raymond) - 李志榮（Mr. LEE Chi Wing, Eric) - 鄧厚江（Mr. TANG How Kong, William) - 伍靜國 太平紳士（Mr. NG Ching Kwok, S.B.S., M.B.E., Q.P.M., C.P.M., J.P.) - 彭 (Mr. PANG Chung, S.B.S., B.B.S.) - 宋偉芳 (Mr. Paul W.F. SOONG) - 施蒂雯 (Ms. Millie STRADMOOR) - 錢恩培 (Mr. TSIN Yan Pui) - 容德根 博士 (Dr. Dicken T.K. YUNG) - 蔣德祥 (Mr. CHIANG Tak Cheung, Silas, B.B.S., M.H.) | 會長 - 毛浩輯 首席副會長 - 高威林 副會長 - 張國強 - 周國良 主席 - 關 祺 首席副主席 - 楊世模 博士 副主席 - 財務及管理：梁匡舜 - 技術及競賽：鄧根來 - 發展：徐惠芬 義務司庫 - 黎廣超 主委 - 田徑賽事：葉韻豐 - 教練：李紹良 - 長跑賽事：王劍麟 - 裁判：陳文孝 |

## 屬會
| - 中國銀行（香港）康樂委員會 (BOCHK) - 協調田徑會 (CAC) - 張振興書院田徑會 (CGHCAC) - 拔萃男書院田徑會 (DBSAC) - 香港消防長跑隊 (FSSC) - 香港長跑會 (HKDRC) - 香港學界體育聯會 (HKSSF) - 愉園體育會有限公司 (HVAA) - 警察田徑會 (PoliceAC) - 必達體育會 (RRAC) - 南華體育會 (SCAA) - 南區康樂體育促進會有限公司暨南區長跑會 (SDH) - 公民體育會有限公司 (TCAA) - 大埔田徑會 (TPAA) - 泰基長跑會 (TSC) - 屈臣氏田徑會 (WAC) - 匯豐體育會 (WSC) - 元朗區體育會 (YLDSA) | - 健青體育會 (ASA) - 香港元老田徑會 (AVOHK) - 民安隊長跑會 (CASRC) - 香港海關體育及康樂會 (CEDSRC) - 國泰長跑會 (CRRC) - 懲教署體育會 (CSDSA) - 華人運動員協會 (CSRA) - 長天田徑會 (CSWAC) - 香港會計師公會 (HKICPA) - 香港教育大學 (EdUHK) - 香港專業教育學院田徑會 (HKIVE) - 香港專業教育學院（青衣分校） (HKIVE(TY)) - 香港女子健跑會 (HKLRRC) - 香港馬拉松推廣社 (HKMP) - 香港定向越野會 (HKOXCC) - 香港郵政長跑會 (HKPRC) - 香港競走社 (HKRWA) - 香港智障人士體育協會 (HKSAPID) - 香港樹仁大學田徑會 (HKSYU) - 香港大學田徑會 (HKU) - 意大利跑會 (IRC) - 怡和體育會 (JSA) - 喇沙書院田徑會 (LSCAC) - 樂華長跑會 (LWRC) - NIKE(香港)體育會 (NHKSC) - 飛達田徑會 (PAC) - 香港童軍總會田徑會 (SAC) - 太古可口可樂健跑會 (SCCRC) - 神行太保競走會 (SHTB) - 荃灣田徑會 (TWAC) - 宇宙長跑會 (URC) - 華仁一家基金有限公司 (WYOFF) - 元朗大會堂元朗長跑會 (YLTH) - 香港超級馬拉松協會有限公司 (HKUMA) - 沙田體育會有限公司 (STSA) - RUNNING MAN ATHLETIC CLUB (RMAC) |

## 舉辦比賽
- 美津濃香港半馬拉松及山路錦標賽
- 香港越野錦標賽
- 香港15公里挑戰賽
- 香港十公里挑戰賽
- 港島十公里賽
- 港鐵競步賽
- 香港青少年分齡田徑錦標賽
- 香港田徑系列賽
- 香港迪士尼樂園10公里跑
- 香港城市田徑錦標賽
- 奧運日 - 奧運歡樂跑
- Samsung體育節IAAF世界田徑日
- Samsung體育節IAAF世界田徑日 - 兒童田徑比賽
- 香港田徑錦標賽
- 青少年田徑測試賽
- 晚間田徑測試賽
- 扶輪香港超級馬拉松
- 田徑測試賽
- 香港場地競走錦標賽
- 季前試賽
- 田徑接力嘉年華
- 渣打香港馬拉松
- 渣打香港馬拉松嘉年華會

## 里程碑
- 1949年，戰後的香港百廢待興，並未有甚麼正式的田徑比賽，當時只有三數個民間團體自發地舉辦體育活動，如南華體育會、英軍、香港大學學生體育會等，各自進行一些非正式的田徑賽事。
- 1951年1月8日，一群熱心的田徑運動愛好者聚首一堂，倡議籌組田徑會及制訂會章，當時的成員包括梁兆綿、 W.E.Tingle、朱福勝、李惠和、余啟恩、Rev.Bro.Cronan、F.J.Tingay、W.B.Golding和N.H.Phillips等人。
- 1951年3月15日，香港業餘田徑總會（Hong Kong Amateur Track and Field Association)於當年的香港酒店Jacobean Room會議室正式宣告成立。
- 1951年10月，HKATFA舉行第一次全體會員大會，當時的屬會會員只有南華體育會、陸軍、空軍、海軍、香港大學、中青會、西青會、Victoria Recreation Club、香港學界體育協會和聖約瑟足球會等。
- 1951年，香港業餘體育協會暨奧林匹克委員會成立，田總也加入其中成為當然成員。
- 1951年5月19及20日，舉行第一屆全港田徑運動會，地點是南華體育會，賽事名稱為帶有濃厚殖民地色彩的Colony Championships（名稱一直沿用到70年代才改稱為「Hong Kong Championships」，但當年的中文報章卻稱之為「香港田徑錦標賽」）。
- 1952年，香港業餘田徑總會亦加入了國際業餘田徑協會，亦成為英國業餘田徑會的成員。
- 1953年，這年舉行的賽事，首次加入了10哩長跑項目，比賽是在九龍的街道上進行。
- 1952-53年，原名Hong Kong Amateur Track and Field Association亦改為Hong Kong Amateur Athletic Association。

陸續開始了一系列常規的越野賽事、五項全能，以及各單項比賽﹔由於條件所限，當時還沒有一個由政府提供的正規田徑運動場，故多以公路和越野賽事為主。
這年國際田徑大會在芬蘭赫爾辛基的奧運會同期舉行，香港田總由當時的陸軍代表林比上校(Ian Lambie)適逢在歐洲而代表香港出席，有關該段經費則要由林比自己支付。 
- 1952年，香港政府大球場正式落成啟用。
- 1953年，香港政府計劃在掃桿埔政府大球場改建可供田徑運動使用的跑道，向田總徵詢意見，為香港的田徑運動奠下里程碑，雖然，因設計上只著眼於舉行足球賽事，田徑跑道為450米，較正規的田徑場長50米，但已是一個好開始。
- 1954年，第2屆亞運會在馬尼拉舉行，短跑好手西維亞(Stephen Xavier)代表香港出賽，在男子200米賽中，勇奪一面銅牌，為香港在國際大型綜合運動會的歷史上，寫下了光榮的一頁。
- 1960年代，田總開始編訂每年的賽事，又經常邀請一些外國著名選手及教練來港交流和示範，更爭取派隊到外地參加比賽，藉此促進和提高香港的田徑運動水準。澳洲、美國等奧運金牌好手，均曾在大球場上表演及與本地選手進行觀摩。
- 1960年代末期，田總屬下的會員已有14個田徑分會會員（包括﹕陸軍、珠海書院、崇基書院、消防、警察、徑步會、香港學界體育協會、香港大學田徑會、新亞書院、南華會、新界學界體育協進會、青年會、喇沙書院舊生田徑會及拔萃男書院田徑會），註冊運動員亦增多。
- 1959-1964年，環島接力跑賽事舉辦共六年，由依度錶贊助。賽事由政府大球場出發，分為6個接力站，途經英皇道、柴灣道、大潭水塘道、深水灣道，再轉回香島道、域多利道，到西環的屈地街、德輔道西、德輔道中，再跑回大球場作終點，象徵環島賽，首屆賽事由南華會田徑隊的陳劍雄及陳鴻文等組成接力隊取得冠軍（南華會連奪6屆冠軍）。
- 1964年，第18屆奧運會在東京舉行，Mike Field、William Hill、蘇錦棠代表香港參加了這個首次在亞洲舉行的世界體壇盛典。
- 1966年，第5屆亞運會在泰國曼谷舉行，田總派出了10名男女子選手參加比賽，成員包括梁兆熙、周振能、彭沖、伍雪葵、William Hill、周夢芬、潘敬達及許娜娜等。
- 1969年，由田總主辦的第1屆馬拉松賽於元朗舉行，得到《天天日報》贊助港幣50,000元(賽事經費則達12萬元)，並由韋基舜先生主持鳴槍起步。

田總經常舉辦的賽事，已增加到11項，包括全港錦標賽、公開賽、青少年錦標賽、會際賽及五項全能賽等賽事。 
- 1973年，政府成立了康樂體育局，撥款經費給各個體育總會。同年，市政局為田總提供辦公室，地點為九龍界限街室內運動場(原為放置雜物的地方) 。
- 1978年，舉辦「高露潔女子田徑賽」，發掘出不少新一代的女子田徑運動員，例如長跑好手伍麗珠。
- 1979年，灣仔全天候田徑運動場落成啟用，為香港田徑運動奠下良好基礎。

屬會則增加至23個（18個是投票會員，5個贊助屬會），註冊運動員更達至1000人之多。
每年的賽事季節，定為9月至翌年5月之間﹔為了進一步促進田徑運動的發展，田總要求屬會輪流主辦本地田徑賽，藉此培訓更多有組織才能的人士。每年舉辦各項田徑賽事，包括了越野聯賽、公開賽、五項全能賽、高露潔女子田徑賽、公路接力賽、馬拉松賽及半馬拉松賽等等。
可供使用的田徑運動場，增加至6處﹕灣仔運動場、政府大球場、南華會田徑場、香港仔黃竹坑運動場、荃灣楊屋道運動場；田總更利用郊野公園如城門水塘、大尾篤、錦田、石崗軍營等地方舉辦不同的長跑賽事。 
- 1982-85年，1982年，政府成立康樂文化署；1985年，又成立區域市政局，在地區致力推廣各項體育運動。田總亦相繼爭取到更多的資源，進一步推動香港田徑運動。
- 1982年，由香港賽馬會提供經費興建的銀禧體育中心，為培訓田徑精英運動員，提供了一個更好的途徑。
- 1985年，第5屆亞洲田徑錦標賽在耶加達舉行，跳高選手林天壽在取得第4名。長谷川遊子在10000公尺中得第4名及隨後更代表亞洲參加世界田徑盃賽。
- 1986年，首次舉辦「國際金一哩賽」。賽事在中銀集團贊助下，於中區鬧市舉行，包括遮打花園、高等法院(現立法會)、太子大廈、中國銀行總行等繁盛地點，沿途吸引了大批市民和遊客圍觀，賽事相當成功，自此成為了每年一度的國際盛事。
- 1989年，共打破了58項人次紀錄(39項男子、19項女子)；成年組及初級組的成績不斷提昇，新紀錄亦不斷地刷新，與亞洲水平逐漸拉近。
- 1988年8月7日，短跑選手梁永光在本地賽中締造的100米10.64秒成績，改寫了自1957年以來，由西維亞保持長達31年與梁兆禧、William Hill及周振能四位所持的紀錄。
- 1990年，田總於改為公司註冊機構，保障委員在組織及推行各項比賽及活動的責任。香港康體發展局成立，增加運動員的獎學金額及運動科學技術支援，使香港田徑運動水準，得到很大的提升。在亞洲級別的賽事中，奪取獎牌已經不再是一種奢望，而是變成目標。

第11屆亞運會在北京舉行，陳秀英參加100米跨欄，晉身決賽取得第4名，並以13.87秒締造了新的香港紀錄！ 
- 1991年，開展「屈臣氏分齡發展計劃」。同年2月舉辦港深馬拉松賽，是當年在國際上第一個跨越兩個邊境關卡的馬拉松賽事。1993及1997年亦進行跨越中港兩地馬拉松賽事。
- 1994年4月，田總辦公室，搬至大球場徑設備完善及現代化的體育大樓，更令到在處理日常會務工作方面效率得以提高，同時，每年註冊運動員人數亦超過3000名。

長跑選手陳敏儀打破7項長跑紀錄之多。
- 1996年，第6屆亞洲青年田徑錦標賽在印度舉行，17歲的短跑選手杜韋諾在100米及200米項目以打破香港青年紀錄的佳績為香港勇奪兩面銅牌，足以証明香港田徑已達亞洲級水平。
- 1997年5月，舉辦另一項歷史性的大規模馬拉松賽－－青馬大橋馬拉松，在當年尚未通車的青馬大橋上(世界第一大雙層行車橋樑)舉行國際馬拉松賽，吸引了不少國際知名選手參加，統計同時舉行的10公里賽事，參加人數多達2000人，創下當時香港長跑人數的新紀錄！
- 1997年，第2屆東亞運動會在南韓釜山舉行，陳秀英於100米跨欄，以13.29秒取得銀牌一面。

第8屆全國運動會在上海舉行，香港歷史性地派出了龐大的代表隊伍參賽，田徑代表隊派出了8名選手，分別是﹕馬拉松的李嘉綸、植浩星、羅曼兒、伍麗珠，短跑蔣偉洪、溫健儀、跨欄陳秀英，以及跳高張宇浩。 
- 1998年，舉行新機場馬拉松賽，沿著青馬大橋跑向剛落成但尚未啟用位於赤鱲角的香港新機場，引起了國際間的注目，亦奠定了香港舉辦國際馬拉松賽事的地位。

第13屆亞運會在泰國曼谷舉行，香港共派出10名選手參加。杜韋諾、蔣偉洪、鄧漢昇及何君龍組成的接力隊，在男子4X100米接力項目晉身決賽，最後僅以第4名之差而無緣取得銅牌﹔女子陳秀英、陳敏儀分別在100米跨欄，5,000米及10,000米項目中，均能晉身決賽，並勇奪第6名，其中陳敏儀的5000米成績更打破了香港紀錄（16分6秒03），是香港田徑選手在參加歷屆亞運會以來，成績最好的一屆。
田總為了加強香港田徑賽的競爭性，便將以往4場賽事創新地聯繫一起成為聯賽並命名「田徑之王錦標賽」，由屈臣氏蒸餾水贊助，更首設訓練獎金以鼓勵運動員，成功提高本港田徑水平。  
- 1999年，渣打馬拉松賽首次鬧市舉行，賽道由香港中環出發，經西區海底隧道，沿著西九龍三號幹線，直達青馬大穚，折返後以深水埗運動場為終點。吸引了約5000人參加。

同年12月13日假粉嶺香港高爾夫球會成功主辦了第5屆亞洲女子越野錦標賽，這是香港田徑近十多年來首次承辦的亞洲大型國際比賽，而且共有11個國家參加，香港隊表現最優異的陳敏儀全場名列第6名，在隊際方面香港隊分別於初級組及高級組中奪得第5及第6名的佳績。
香港首次派隊參加假西安舉行的第4屆全國城市運動會中，杜韋諾在100米中以10.53秒成功為香港增光奪得第一面銀牌。 
- 2000年，田總首次舉辦青年道路接力賽，報名勇耀參加隊伍達400隊，共有1600名運動員參加，成功增加青少年對長跑活動的興趣。

渣打馬拉松賽，已成為了香港田徑運動的焦點所在，賽道幾經爭取下，終可在九龍尖沙咀作起點，當年參加人數達7,000人，進一步奠定了香港馬拉松的地位。
亞洲馬柆松錦標賽在泰國舉行，香港長青樹伍麗珠爭奪一面銅牌，另一名選手黎嘉慧亦獲得第4名。
田徑總會慶祝成立50週年於2月29日假尖沙咀龍堡酒店舉行金禧英雄宴。 
- 2001年，渣打馬拉松賽再次打破了參加人數的紀錄，達到10,000人之多，並以九龍尖沙咀彌敦道為起點，灣仔金紫荊為終點。第3屆東亞運動會在日本大阪舉行，由杜韋諾、何君龍、鄧漢昇及蔣偉洪組成的接力隊勇奪第3。同年，在廣東舉行的第9屆全運會，接力隊再勇奪第2名，並把紀錄提升到39.95，這肯定香港田徑在亞洲區有一定的實力。
- 2002年 渣打馬拉松參加人數增至13000名，是次賽事同時舉辦第8屆亞洲馬洲松錦標賽，最為囑目的是吸引了50名來自亞洲25個國家的代表來港角逐，最後由日本選手OSAKI SATOSHI 和中國女選手張淑晶分別以2小時16分46秒及2小時36分37秒贏得冠軍，而本港代表黎嘉慧則以2小時55分59秒得第6名。

田總於3場香港分齡田徑賽中加設特定主題「小極速王、小欄王、小彈王、小神力王及耐力王」，為角逐這些美譽，各地青少年反應熱烈，每場參加人數高達1500人。
同年3月23-24日，田總首屆舉行「香港亞洲城市青年分齡田徑邀請賽」，成功邀請了起過80名的中、澳、台的精英運動場來港參賽。
最後一屆的香港國際金一哩邀請賽於3月17日完滿結束，由1986年至今已舉辦了17屆的國際金一哩賽，匯聚一班國際級好手來港競賽，提供一個技術交流的好機會，從而提高本港的田徑水平，賽道更每年能安排在香港經濟命脈中環商業中心的遮打道舉行，成功地向國際間宣傳本港的繁榮及健康的形象。
- 2009年，將軍澳運動場落成，全港首個有熱身場的運動場，第一場賽事為第二屆全港運動會。同年田總首次舉辦亞洲格蘭披治田徑賽第三站-香港站（第一站：蘇州、第二站：崑山）；賽事在2009年5月30日於舉行，該項賽事共有21個亞洲國家和地區參加。12月10-13日，田總協助東亞運公司舉辦第五屆東亞運動會，亦是首次舉行的國際田徑比賽。
  - 東亞運動會第二日的田徑賽事

---姚潔貞成功為香港奪得第一面田徑獎牌，她在女子3,000米障礙賽中以11分26秒03贏得銅牌；而男子十項全能選手吳哲穎亦以5976分取得一面銅牌。同日，李嘉萱在女子鐵餅賽事中，於第三次試擲成功擲出40.82米，刷新自己於11月所創下的香港紀錄。
- - 東亞運動會第三日的田徑賽事
    - 姚潔貞在女子1500米取得個人第二面銅牌，時間為4分40秒71；而謝孟芝亦在女子三級跳中跳出12.30米，奪得一面銅牌。短跑代表今日亦獲得不俗成績，在男女子100米均順利晉入決賽。黎振浩和徐志豪分別以10秒53及10秒57取得第四、五名；而梁巧詩和溫健儀在女子100米決賽同樣跑第四、五名，時間為12秒17及12秒38。

  - 東亞運動會第四日的田徑賽
    - 香港田徑隊共取得四面銅牌。香港女子接力隊在4x100米接力取得一面銅牌，並以45秒71打破香港紀錄；她們亦於女子4x400米接力賽事中，以3分54秒17刷新保存了27年的香港紀錄。梁婉芬在女子5000米取得第一面銅牌，時間為19分38秒83；而葉曉嵐亦在女子跳高跳出1.60米，奪得一面銅牌。
- 2010年5月16日，徐志豪在灣仔運動場刷新保持十年的男子一百米跑香港紀錄。

徐志豪在世界田徑日及公開賽跑出10.28 秒，打破蔣偉洪由2000年開始保持的舊紀錄，快百分之九秒。
- 2011年，為慶祝田總成立六十週年，舉辦已濶別8年的金一哩加強版「香港國際鑽一哩」。

第19屆亞洲田徑錦標賽，香港派出9男8女代表出賽。男子4x100米接力更獲歷史性奪得銀牌一面。
- 2012年，由鄧亦峻、黎振浩、徐志豪及吳家峰組成的男子4x100米接力隊，以第十名成績獲倫敦奧運參賽資格。接力隊在兩個月內四度改寫香港紀錄，在臺灣國際田徑錦標賽中，以38.47秒破全國紀錄，成績令人振奮。

在第五屆亞洲室內田徑錦標賽中，黎振浩在60米勇奪一面銀牌。
- 2020年11月18日 田總通過修章，刪除會名中的「業餘」二字，改名為「香港田徑總會」[1]

## 香港田徑紀錄及排名
- 香港排名 （页面存档备份，存于）
- 香港紀錄 （页面存档备份，存于）

## 賽事活動表
- 賽事活動表  （页面存档备份，存于）

## 傑出表現及長期服務奬
- 傑出表現及長期服務奬 （页面存档备份，存于）

## 外部連結
- 官方网站（页面存档备份，存于）